# Hendrik Liersch

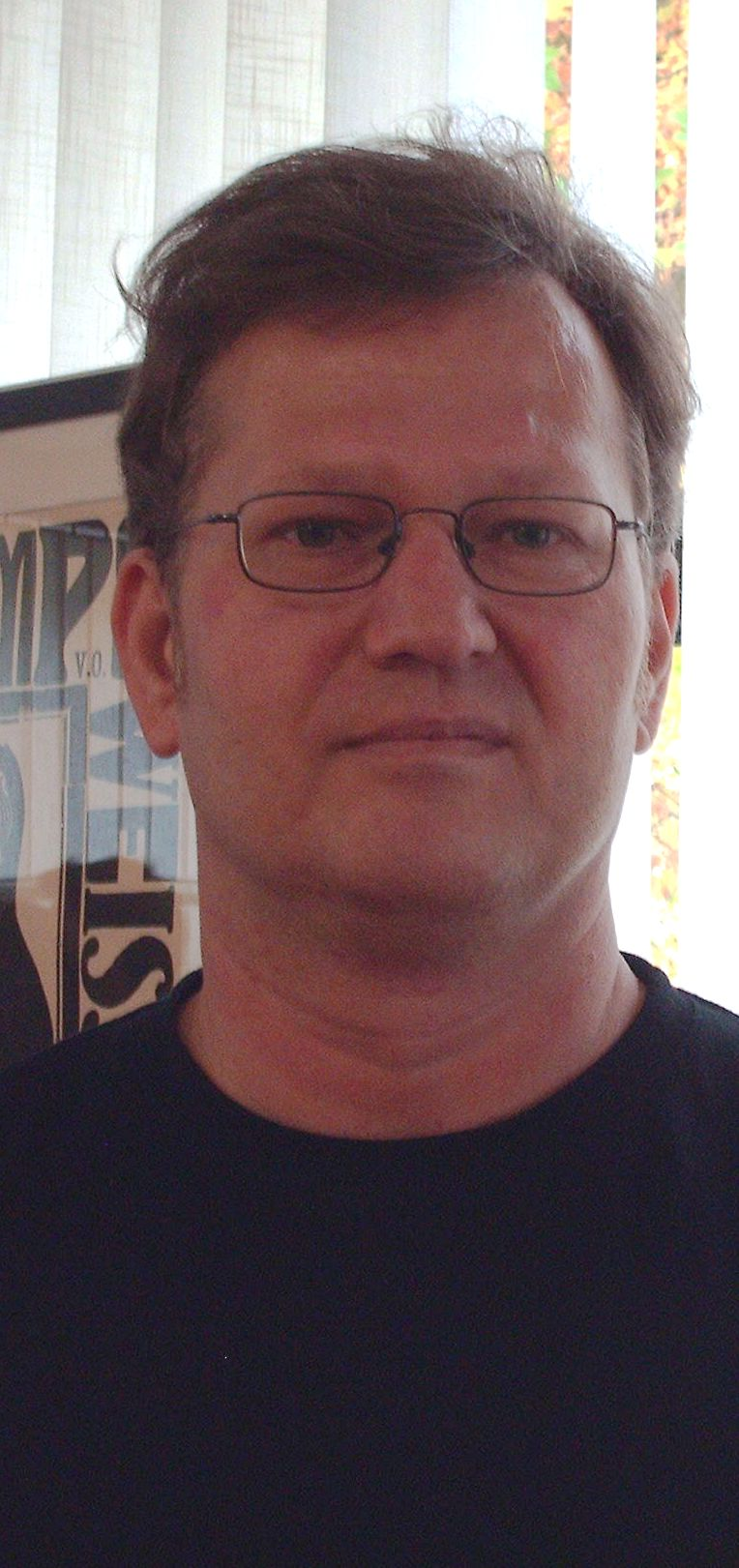
Hendrik Liersch (2008)

Hendrik Liersch (* 11. April 1962 in Ost-Berlin) ist ein deutscher Verleger und Autor. Als Buchkünstler ist er für bibliophile Pressendrucke bekannt. Der von ihm 1990 gegründete Verlag Corvinus Presse wurde 2009 mit dem Victor Otto Stomps-Preis ausgezeichnet.

## Leben
Hendrik Liersch hat zwei Schwestern; seine Mutter war Lehrerin und sein Vater der Schriftsteller und Literaturwissenschaftler Werner Liersch (1932–2014). 
Liersch nahm an zahlreichen Sommerlagern der Aktion Sühnezeichen Friedensdienste teil und erhielt 1982 ein Ordnungsstrafverfahren wegen „vorsätzlicher Störung der sozialistischen Ordnung in der Öffentlichkeit“. Nach dem Schulabschluss ging er als Bausoldat zur Armee (1987/88 in Prora auf Rügen), weshalb er auf ein späteres Studium verzichten musste. 
Er machte eine Lehre als Möbeltischler und arbeitete anschließend unter anderem als Nachtwache im Kinderheim der Stephanus-Stiftung am Weißen See sowie als Tischler, Fotolaborant und Feinmechaniker. 
Im April 1990 gründete er die Corvinus Presse und stellt seither Künstlerbücher her. 
Seit 1978 sammelt er alles über V. O. Stomps und dessen Rabenpresse. Sowohl seine Sammlung als auch die bibliophilen Bücher seines Verlags wurden an renommierten Orten ausgestellt. 
Liersch beteiligte sich an zahlreichen internationalen Mail-Art-Projekten, so an der BrechtPOSTille, ferner an Künstlerzeitschriften und Anthologien.
Hendrik Liersch ist in zweiter Ehe mit Karen Quast verheiratet und lebt in Berlin.

## Verleger in der Nachfolge von V. O. Stomps
Liersch hat sich intensiv mit dem Leben und Werk des Verlegers und Schriftstellers Victor Otto Stomps, dem Gründer der legendären Rabenpresse, befasst und sieht den Verlag, dem er den Namen Corvinus Presse gab, in der Tradition dieses 1926 gegründeten Verlages.  
Ebenso wie Stomps zeigen die Bücher der Corvinus Presse eine große handwerkliche Qualität. Die meisten Bücher werden in der ursprünglichen Handsatzform des manuellen Bleisatzes von ihm selbst hergestellt und auch – zumeist in japanischer Schnürbindung – handgebunden, wobei Liersch jedes Buch fast immer zusammen mit Grafikern und Zeichnern in einem anderen bibliophilen Verfahren als Künstlerbuch zusammenstellt. Er arbeitete mit bekannten Autoren (zum Beispiel Hans Bender und Guntram Vesper) sowie Künstlern (unter anderem Horst Hussel und Aldona Gustas) zusammen. 
Was den Verleger antreibt, ist das Vergnügen am gut gemachten Buch. Er kümmert sich um Texte, die Einsatz nötig haben – und ihm auch wert sind. Papier, Satz und Form sind bei jedem Buch verschieden. Dabei ist es ihm in erster Linie darum zu tun, den Texten gerecht zu werden. Deshalb gibt es in der Corvinus Presse, auch innerhalb ihrer Reihen, keine festgelegten Formate. Für jedes Buch soll eine individuelle Lösung gefunden werden. So war es Liersch etwa im Fall von Edgar Allan Poes Raben wichtig, die langen Gedichtzeilen nicht brechen zu müssen, wie das in der Taschenbuchausgabe des Textes erfolgt war.
Bücher der Corvinus Presse wurden von zahlreichen in- und ausländischen Bibliotheken erworben, so sind sie beispielsweise in Deutschland in der Herzogin Anna Amalia Bibliothek zu finden, in den USA in der Princeton University und in England in der Universitätsbibliothek Cambridge. 
Cornelia Staudacher notierte im Tagesspiegel als seine Verleger-Eigenschaften die Leidenschaft des Fährtensuchers, eine Vorliebe für die noch nicht Arrivierten oder Vergessenen, ein Faible für Außergewöhnliches und Abwegiges und natürlich der Mut zum Risiko. Über Victor Otto Stomps hat er 2007 das grundlegende Werk Die fast vollständige Geschichte der Rabenpresse verfasst und über Stomps und dessen bibliophilen Bücher zahlreiche Ausstellungen zusammengestellt.

## Ausstellungen

### Sammlung V. O. Stomps
- 2008: Universitätsbibliothek der Justus-Liebig-Universität Gießen
- 2008: Johannes a Lasco Bibliothek, Emden
- 2007: Freie Universität Berlin, Universitätsbibliothek
- 2007: Rathausfoyer Mainz
- 1997: Künstlerhaus Bethanien, Berlin

### Künstlerbücher des Verlages
- 2008: Niedersächsische Landesbibliothek Hannover
- 2007: Mainzer Minipressen-Messe (regelmäßig seit 1991)
- 2003: Freie Universität Berlin, Universitätsbibliothek
- 1999: Bücherstadt Wünsdorf
- 1997: Stadtbücherei Coburg

## Einzeltitel
- Die fast vollständige Geschichte der Rabenpresse. Corvinus Presse, Berlin 2007, ISBN 978-3-910172-99-9
- Ein freiwilliger Besuch. Als Bausoldat in Prora. 2. veränderte Auflage. Am BEATion/Randlage, Berlin 2003. ISBN 3-928357-06-9
- Die D-Mark geht. Der Euro kommt. Berlin 2001
- Corvinus-Poetendampfer. 7 Jahre Verlag, 35 Jahre Hendrik Liersch. Corvinus Presse, Berlin 1997, ISBN 3-910172-51-2
- Victor Otto Stomps und die Rabenpresse. In: Muschelhaufen, Jahresschrift für Literatur und Grafik. Nr. 30. Viersen 1993, ISSN 0085-3593
- Schlag wört er. Berlin 1992

Einige Werke befinden sich im Deutschen Buch- und Schriftmuseum Leipzig.